# Jogos de Guerra
Jogos de Guerra (em inglês:  WarGames) é um filme de ficção científica de 1983 escrito por Lawrence Lasker e Walter F. Parkes, com direção de John Badham.
A produção é estrelada por Matthew Broderick, em sua primeira atuação no cinema, além de Ally Sheedy, Dabney Coleman, entre outros.

## Sinopse
O adolescente David (Matthew Broderick) é um gênio da informática, porém é um estudante medíocre e relapso. Ele consegue acessar bancos de dados alheios e manipular informações, a exemplo das matérias na escola que não consegue fechar, alterando-as sem o menor constrangimento, fazendo o mesmo para sua namorada Jennifer Mack (Ally Sheedy). Ao tentar copiar um game de uma empresa, David conecta acidentalmente seu micro a um novo e poderoso computador do Departamento de Defesa Americano com Inteligência Artificial capaz de desencadear a Terceira Guerra Mundial.

## Elenco
- Matthew Broderick.... David Lightman
- Dabney Coleman.... John McKittrick
- John Wood.... Stephen W. Falken
- Ally Sheedy.... Jennifer Mack
- Barry Corbin.... General Jack Beringer
- Juanin Clay....Pat Healy
- Kent Williams.... Cabot
- Dennis Lipscomb.... Watson
- Joe Dorsey.... Conley
- John Spencer.... Capitão Jerry Lawson
- Irving Metzman.... Richter
- Maury Chaykin.... Jim Sting
- William Bogert.... Sr. Lightman
- James Tolkan.... Agente Nigan

## Principais prêmios e indicações
Oscar 1984 (EUA)
- Indicado
  - Melhor fotografia[4]

- - Melhor som[4]
  - Melhor roteiro original[4]

BAFTA 1984 (Reino Unido)
- Venceu na categoria de Melhor Som[carece de fontes?]
- Indicado nas categorias de Melhor Direção de Arte[carece de fontes?] e Melhores Efeitos Especiais[carece de fontes?]

Prêmio Eddie 1984 (EUA)
- Venceu na categoria de Melhor Edição[carece de fontes?]

Prêmio Saturno 1984 (EUA)
- Venceu na categoria de Melhor Diretor[carece de fontes?]
- Indicado nas categorias de Melhor Ator (Matthew Broderick)[carece de fontes?], Melhor Atriz (Ally Sheedy)[carece de fontes?], Melhor Filme de Ficção Científica[carece de fontes?], Melhor Ator Coadjuvante (John Wood)[carece de fontes?] e Melhor Roteiro[carece de fontes?]